# Kladnik (priimek)
Kladnik je priimek v Sloveniji, ki ga je po podatkih Statističnega urada Republike Slovenije na dan 1. januarja 2010 uporabljalo 730 oseb.

## Znani nosilci priimka
- Aleš Kladnik, biolog
- Alojz Kladnik (1913 - 1949), mizar
- Ana Kladnik, zgodovinarka
- Bogdan Kladnik (*1960), jamar, fotograf in založnik
- Darinka Kladnik (*1948), umetnostna zgodovinarka, novinarka, publicistka
- Dragica Klad(e)nik-Dada, pevka, učiteljica solo-petja
- Drago Kladnik (*1955), geograf
- Franc Kladnik (1922 - 1958), teolog, pilot
- Josip Kladnik (1888 - 1966), učitelj, šolnik
- Mateja Čoh Kladnik (*1974), zgodovinarka
- Matjaž Kladnik (*1975), smučarski skakalec
- Neda Kladnik (*1934), ekonomistka, statističarka
- Peter Kladnik, trobentar
- Petra Kladnik (*1985), pravnica, državna prvakinja v sabljanju
- Pia Kladnik (*2003), pevka
- Rajko Kladnik (1922 - 1986), pedagog, didaktik
- Rudolf (Rudi) Kladnik (1933 - 1996), fizik, univ. profesor
- Saša Kladnik, grafična oblikovalka (vizualnih komunikacij)
- Savo Kladnik (1922, Sevnica, †1942, Maribor), domoljub
- Tomaž Kladnik (*1964), vojaški zgodovinar, polkovnik SV
- Tone Kladnik, supermaratonec, mentor planinstva
- Živko Kladnik, avantgardni umetnik, avtor kratkometražnih filmov